# Temple de la Serp Bicèfala
El temple de la Serp Bicèfala, també anomenat Temple IV, és un temple funerariocerimonial construït en el 470 de per la civilització maia; és una construcció de la ciutat més gran del període maia clàssic tardà, Tikal, situada a la zona de Petén, Guatemala.

## Història

### Època precolombina

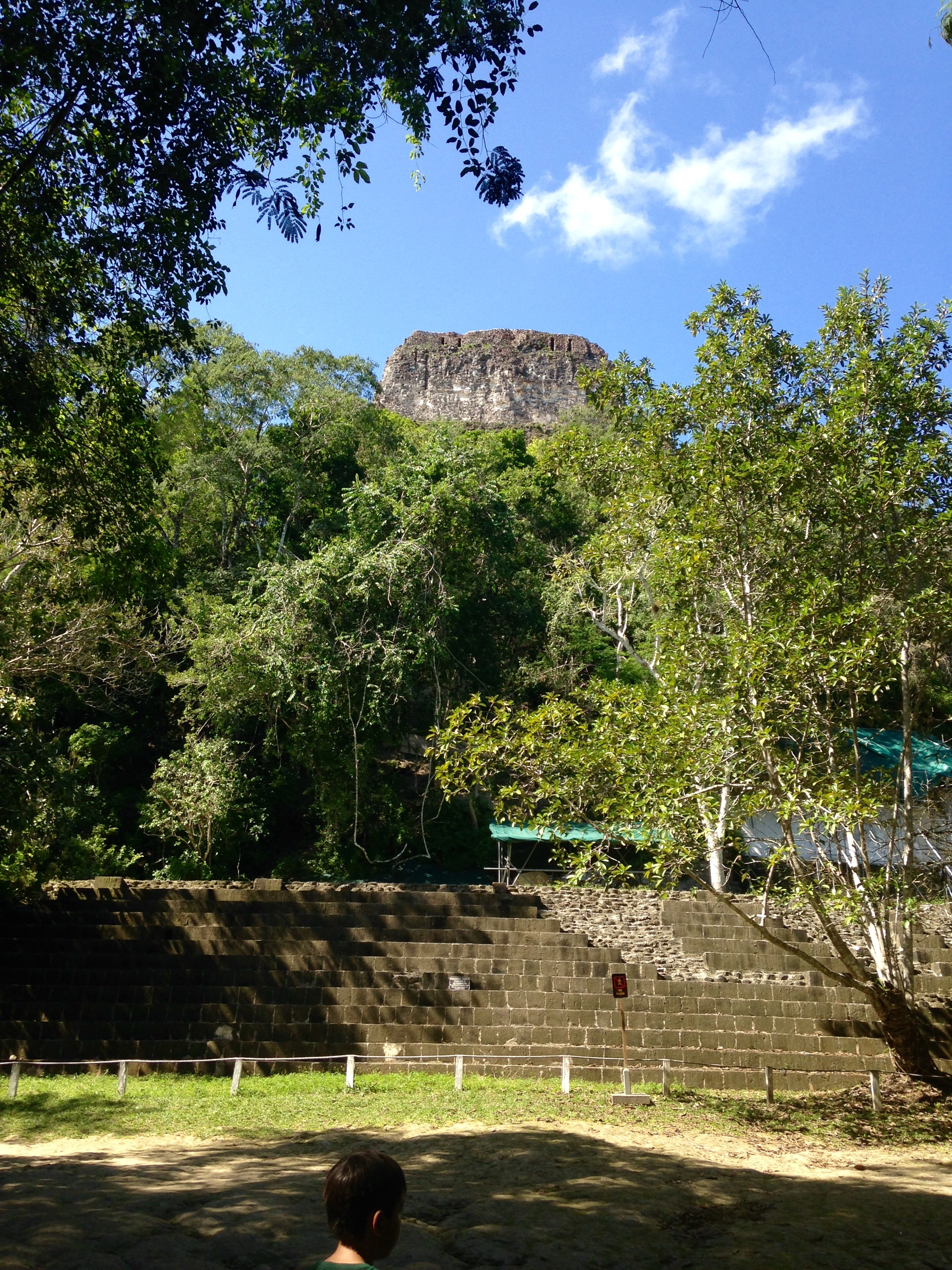
Vista frontal del temple de la Serp Bicèfala al desembre de 2015. Les graderies al peu del temple acabaven de ser restaurades i la cúspide a penes sobreïx sobre els arbres que encara cobreixen la major part de la piràmide

El temple fou construït sota el mandat del fill d'Hasaw Cha'an Kawil, Yaxk'in Cha'an Chac, i és la construcció més alta de Tikal, considerada la segona edificació de Mesoamèrica de més alçària i una de les més voluminoses del món antic. El seu nom fa honor d'una deïtat maia. El temple s'utilitzava per a diverses cerimònies rituals.

### Redescobriment

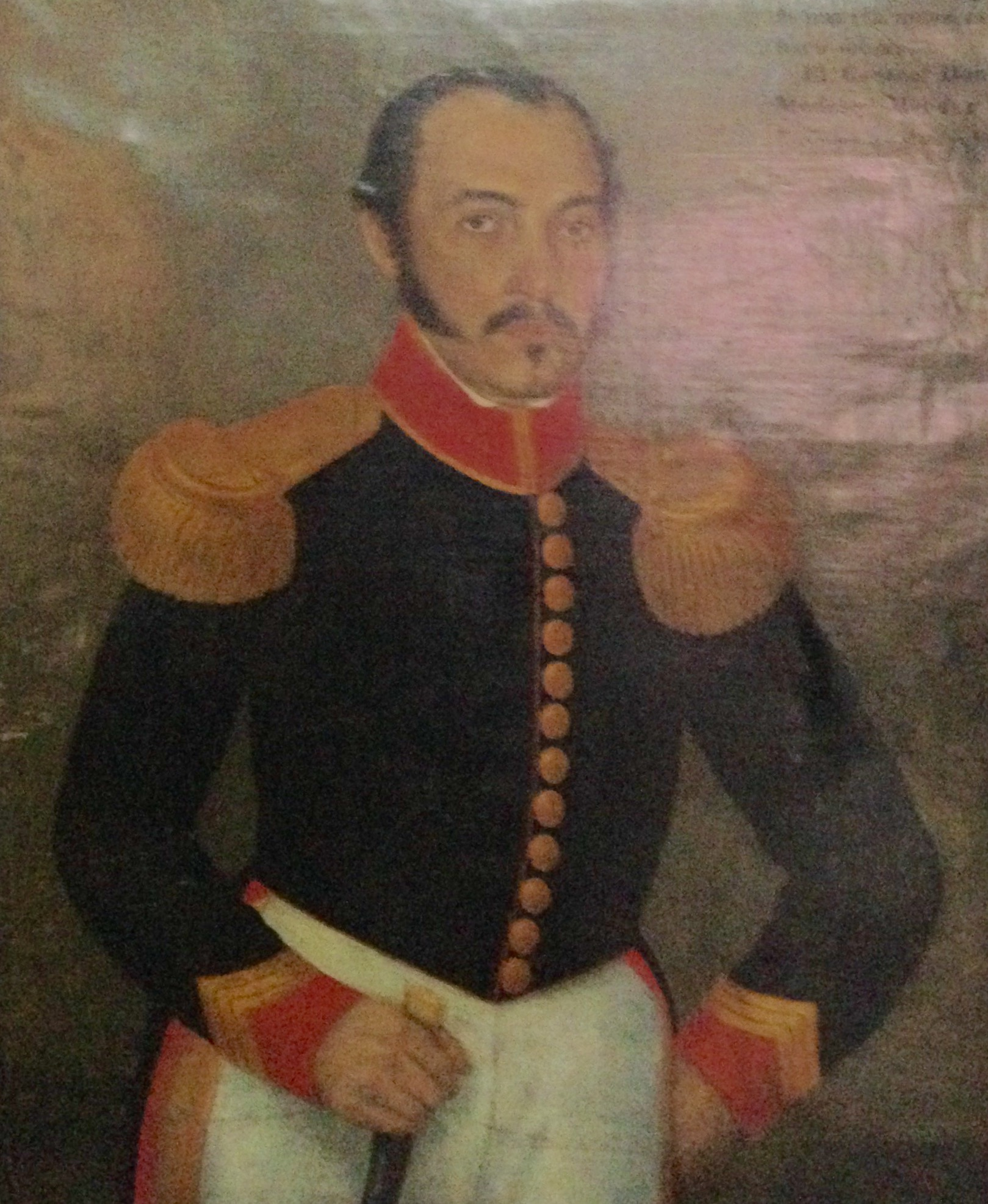
Modesto Méndez, governador de Petén, descobrí les ruïnes de Tikal el 1848: amb uniforme militar, Museo Nacional d'Història de Guatemala

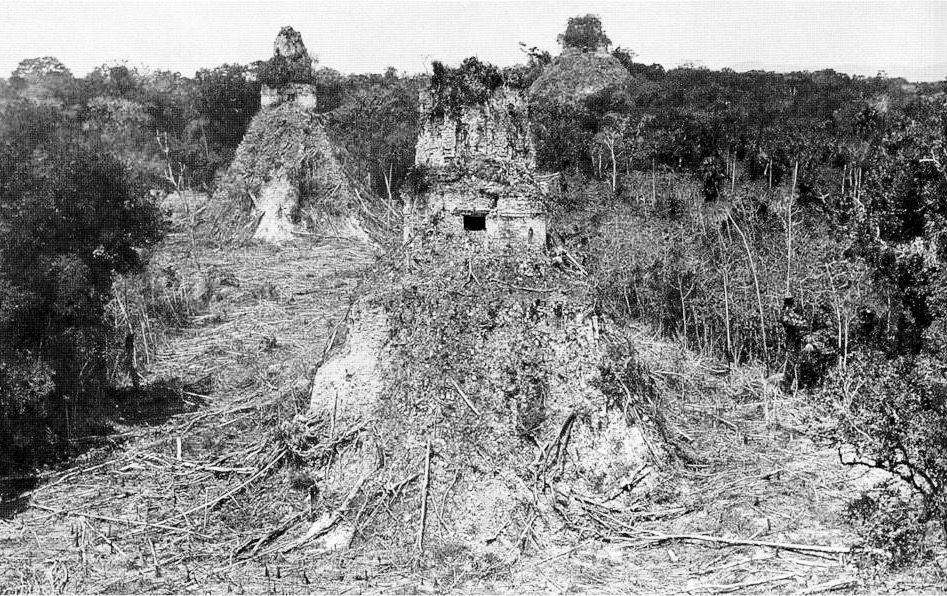
Primeres fotografies de Tikal preses per Alfred Percival Maudslay el 1882. El temple IV s'observa al fons de la imatge

Sembla que la població de la zona mai s'oblidà de Tikal i, en la dècada del 1840, guiaren expedicions guatemalenques a les ruïnes. Alguns relats de segona o tercera mà de Tikal els publicà la premsa al s. xvii; i al s. XIX aparegueren els escrits de John Lloyd Stephens, que durant els seus viatges a Guatemala i Yucatán entre 1839 i 1840, juntament amb l'il·lustrador Frederick Catherwood, escoltà rumors d'una ciutat perduda, amb edificis blancs, els cims dels quals dominaven la selva.
A causa de la llunyania del lloc, cap explorador havia visitat les ruïnes de Tikal fins que Modesto Méndez i Ambrosio Tut, respectivament el corregidor i el governador de Petén, les visitaren al 1848, juntament amb Vicente Díaz, Bernabé Castellanos i el mestre Eusebio Lara, que els acompanyà per elaborar les primeres il·lustracions dels monuments. Al darrer paràgraf de l'informe que remeté al govern de Carrera, deia: «He de complir amb el meu deure, doncs em doldria que altres curiosos estrangers vinguen a donar publicitat a tots els objectes que estic veient i palpant. Vinguen en hora bona aquests viatgers amb més possibilitats i facultats intel·lectuals, facen excavacions al peu de les estàtues, trenquen els palaus i traguen les curiositats i tresors que no se'n podran dur, mai, sense permís; però mai podran anul·lar ni eclipsar el lloc que em correspon: haver estat el primer a descobrir aquestes ruïnes; sense gravar els fons públics els vaig obrir camí, i vaig tenir l'honor de comunicar al suprem govern de la república quantes coses interessants i superiors hi ha a la capital d'aquest imperi; sense mires d'interès personal o particular, només satisfet i persuadit que la meua persona i pocs béns pertanyen a la pàtria, al govern i als meus fills».
El 1853, després de la publicació del diari de Méndez en la Gaseta de Guatemala, es donava a conèixer el redescobriment a la comunitat científica, amb una publicació de l'Acadèmia de Ciències de Berlín.[4]
A finals del s. xix i primeries del xx, altres expedicions hi continuaren, per aprofundir-ne les recerques, incloent l'expedició d'Alfred P. Maudslay el 1881-82 i els arqueòlegs pioners començaren a netejar, dibuixar mapes i registrar les ruïnes, en la dècada del 1880.
El 1951, es construí una petita pista d'aterratge a prop de les ruïnes,[5] a les quals només es podia accedir després d'un viatge d'uns dies per la selva, a peu, o en mules.

## Arquitectura

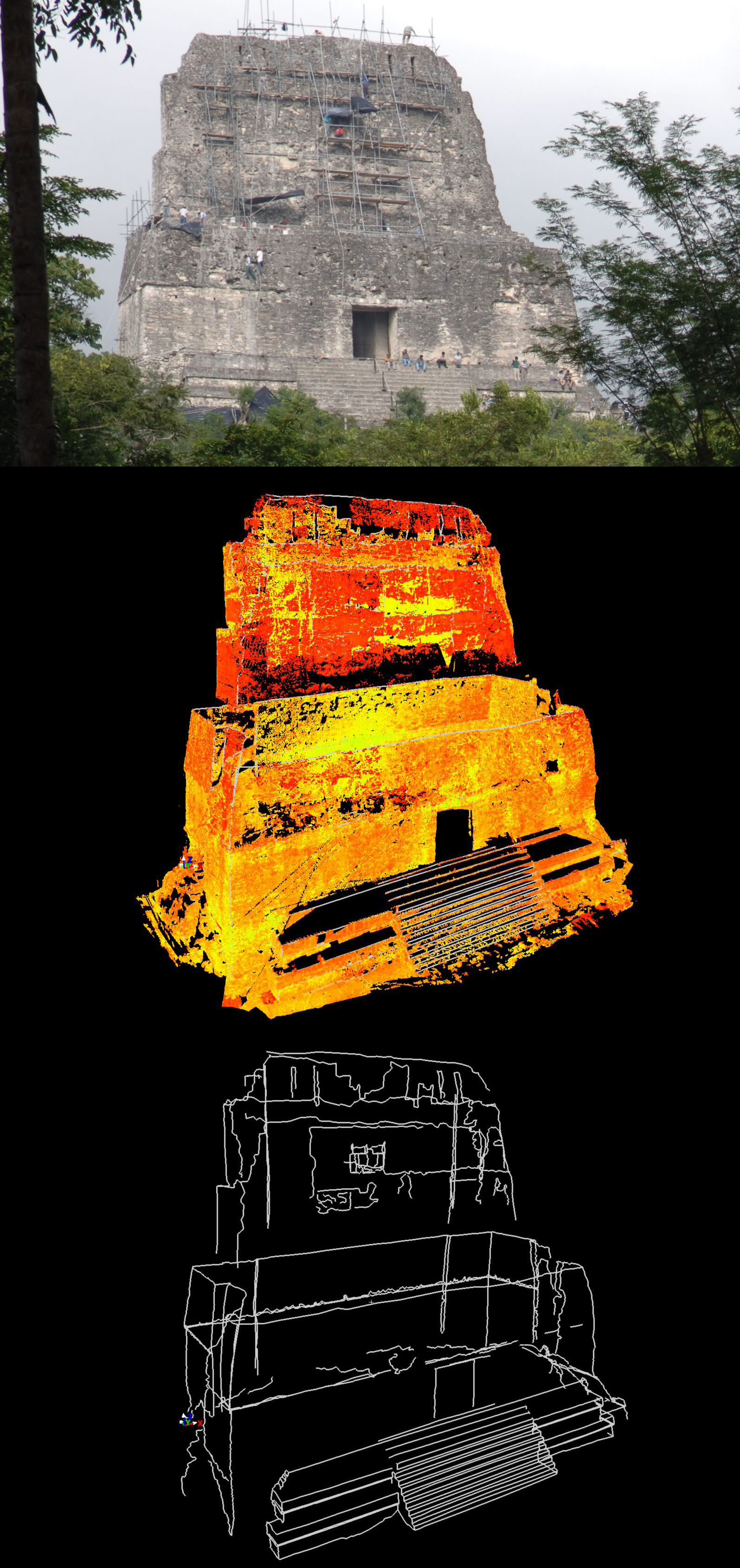
Part superior i cresteria del temple de la Serp Bicèfala

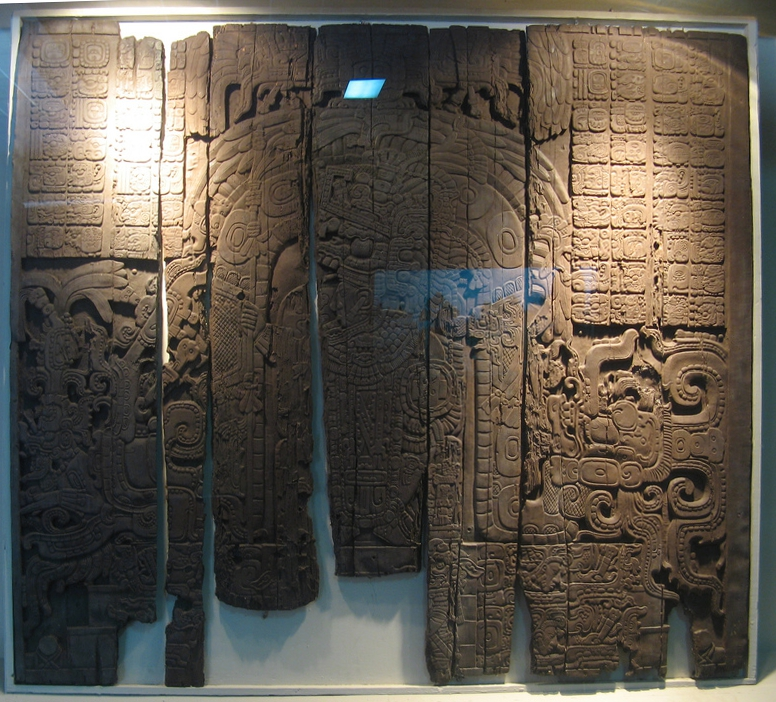
Llinda 3 del temple de la Serp Bicèfala

El temple de la Serp Bicèfala és el temple piràmide més alt de Tikal. Fa 70 m, des del nivell del sòl de la plaça, fins a la part superior de la cresteria. Marca el regnat de Yik’in Chan Kawil (governant B, fill del governant A o Jasaw Chan K'awiil I); les dues llindes de fusta tallada sobre l'entrada que duu al temple al cim de la piràmide mostren una data en compte llarg (9.15.10.0.0) que correspon a l'any 741. El Temple IV és la piràmide més gran construïda en tota la zona maia, al segle VIII,[8] i és una de les estructures més altes nadiues d'Amèrica, juntament amb la piràmide del Sol, a Teotihuacán -que originàriament podria haver estat més alta-[9] i la piràmide de la Danta a El Mirador, que fa 76 m d'altura.
- Ubicació: a l'oest a la Gran Plaça de Tikal.
- Alçada: 70 m.
- Forma: piramidal.
- Es conserven set dels vuit taulons de la llinda número 2, on apareix Yaxk'in Cha'an Chac dominat per un gegant protector i la llinda número 3 que en un gravat recrea també al governant acompanyat d'un drac celeste i una serp bicèfala damunt, exposat al Museu de les Cultures de Basilea: el botànic i metge suís Carl Gustav Bernoulli envià aquestes peces a Suïssa el 1877.
- Material: per a la construcció s'empraren 191.139 metres cúbics de pedra.

## Conservació

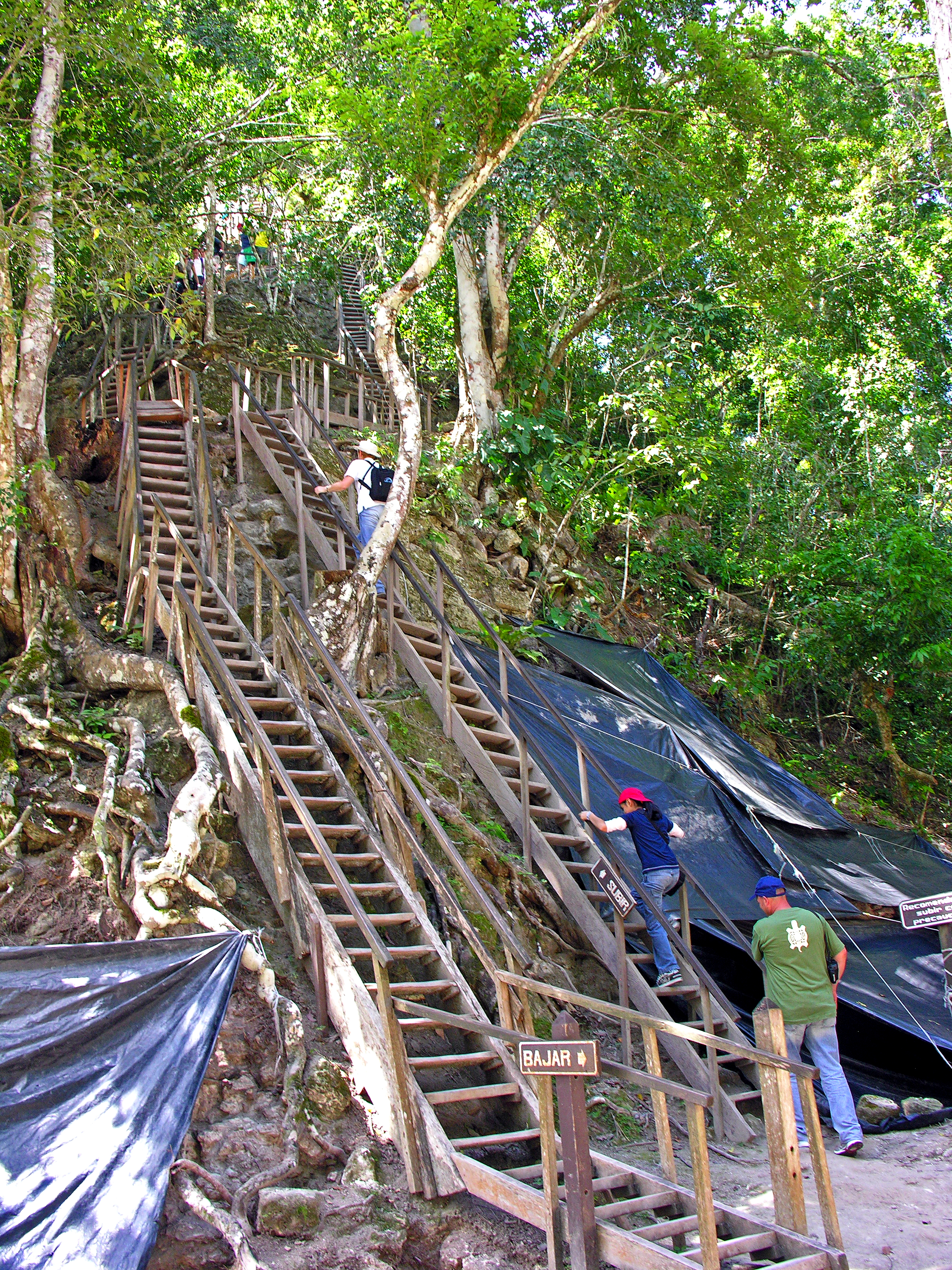
Escales de fusta per pujar al cim del temple de la Serp Bicèfala. Fotografia de 2007 per Dennis Jarvis

El seu estat de conservació és bo; el restaurà parcialment el Museu de la Universitat de Pennsilvània al 1960, i es pot pujar a la cresteria del temple per unes passarel·les de fusta i des d'allí contemplar les millors vistes de tot Tikal i de la frondosa selva de Petén.
De 1956 a 1970, s'hi feren excavacions arqueològiques importants pel Projecte Tikal de la Universitat de Pennsilvània;[11] s'alçaren mapes de la major part del jaciment i n'excavaren i restauraren algunes estructures. De 1957 a 1969, les excavacions dirigides per Edwin M. Shook i més tard per William R. Coe, de la Universitat de Pennsilvània, se centraren en l'Acròpoli Nord i la Plaça Central.

## Temple IV al cinema

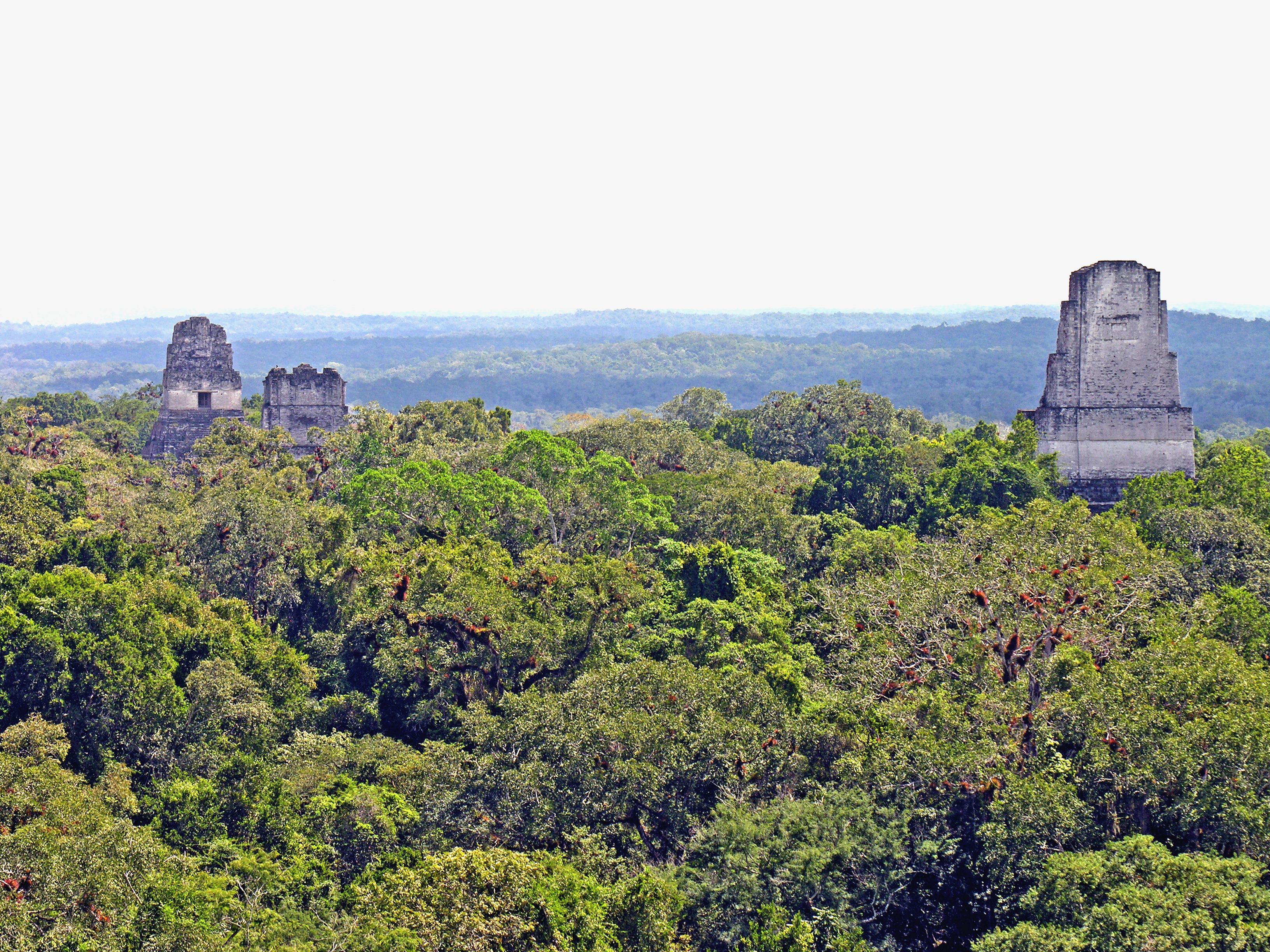
Temples I, II i III vists des de dalt del Temple IV. Aquesta vista s'utilitzà en la pel·lícula Episodi IV: Una nova esperança de la sèrie Star Wars

- El 1969, la producció mexicanoguatemalenca L'ogre, protagonitzada pel primer actor mexicà Germán Valdez i el primer actor guatemalenc Herbert Meneses es filmà a Tikal, les ruïnes del qual es mostren durant quinze minuts per ser part essencial de la trama.[9]
- El cineasta nord-americà George Lucas utilitzà Tikal com a escenari per a la base rebel en la seua primera pel·lícula de la sèrie Star Wars, Episodi IV: Una nova esperança, que s'estrenà el 1977.[10][11]